# Avatar (série de films)
Pour les articles homonymes, voir Avatar.
Cet article concerne la franchise cinématographique. Pour le film sorti en 2009, voir Avatar. Pour l'univers de fiction, voir univers de fiction d'Avatar.
 Pour plus de détails, voir Fiche technique et Distribution
Avatar est une franchise cinématographique américaine de science-fiction. La franchise devrait comporter à terme cinq films, le dernier étant prévu pour 2031. Le premier sort en 2009 et connaît un immense succès critique et commercial : il devient le plus gros succès de l'histoire du cinéma. Le second, Avatar : La Voie de l'eau, sort en décembre 2022 et connait également un succès sans précédent, validant au passage la production des opus 4 et 5.

## Présentation
La franchise Avatar est composée de cinq films. Actuellement, seulement deux des films sont sortis, les trois autres sont  encore en développement :
1. Avatar sorti en 2009 ;
2. Avatar : La Voie de l'eau, sorti en 2022 ;
3. Avatar : De Feu et de Cendres, sortie prévue en 2025[2] ;
4. Avatar 4, sortie prévue en 2029[2] ;
5. Avatar 5, sortie prévue en 2031[2].

### Fiche technique
Sauf indication contraire, les informations mentionnées dans cette section peuvent être confirmées par la base de données cinématographiques IMDb,  présente dans la section « Liens externes ».
|                         | Films                            | Films                            | Films                                | Films                                        | Films                                        | Films                                        |
| Avatar (2009)           | Avatar : La Voie de l'eau (2022) | Avatar : La Voie de l'eau (2022) | Avatar : De Feu et de Cendres (2025) | Avatar 4 (2029)                              | Avatar 5 (2031)                              |                                              |
| ----------------------- | -------------------------------- | -------------------------------- | ------------------------------------ | -------------------------------------------- | -------------------------------------------- | -------------------------------------------- |
| Titre original          | Avatar                           | Avatar: The Way of Water         | Avatar: The Way of Water             | Avatar: Fire and Ash                         | NC                                           | NC                                           |
| Réalisation             | James Cameron                    | James Cameron                    | James Cameron                        | James Cameron                                | James Cameron                                | James Cameron                                |
| Scénario                | James Cameron                    | James Cameron                    | James Cameron                        | James Cameron                                | James Cameron                                | James Cameron                                |
| Scénario                | Rick Jaffa                       |                                  |                                      |                                              |                                              |                                              |
| Scénario                | Josh Friedman                    |                                  |                                      |                                              |                                              |                                              |
| Scénario                | Shane Salerno (en)               |                                  |                                      |                                              |                                              |                                              |
| Photographie            | Mauro Fiore                      | Russell Carpenter                | Russell Carpenter                    | Russell Carpenter                            |                                              |                                              |
| Montage                 | James Cameron                    | James Cameron                    | James Cameron                        |                                              |                                              |                                              |
| Montage                 | John Refoua (en)                 |                                  |                                      |                                              |                                              |                                              |
| Montage                 | Stephen E. Rivkin (en)           |                                  |                                      |                                              |                                              |                                              |
| Montage                 | David Brenner                    |                                  |                                      |                                              |                                              |                                              |
| Musique                 | James Horner                     | Simon Franglen                   | Simon Franglen                       | Simon Franglen                               | Simon Franglen                               | Simon Franglen                               |
| Production              | James Cameron                    | James Cameron                    | James Cameron                        | James Cameron                                | James Cameron                                | James Cameron                                |
| Production              | Jon Landau                       |                                  |                                      |                                              |                                              |                                              |
| Société de distribution | 20th Century Fox                 | 20th Century Studios             | 20th Century Studios                 | 20th Century Studios                         | 20th Century Studios                         | 20th Century Studios                         |
| Genre                   | science-fiction, aventures       | science-fiction, aventures       | science-fiction, aventures           | science-fiction, aventures                   | science-fiction, aventures                   | science-fiction, aventures                   |
| Durée                   | 162 minutes (cinéma)             | 192 minutes                      |                                      |                                              |                                              |                                              |
| Durée                   | 171 minutes (Special Edition)    | 192 minutes                      |                                      |                                              |                                              |                                              |
| Durée                   | 178 minutes (version longue)     | 192 minutes                      |                                      |                                              |                                              |                                              |
| Dates de sortie         | 18 décembre 2009                 | 16 décembre 2022                 | 16 décembre 2022                     | 19 décembre 2025 Date sujette à modification | 21 décembre 2029 Date sujette à modification | 19 décembre 2031 Date sujette à modification |
| Dates de sortie         | 16 décembre 2009                 | 14 décembre 2022                 | 14 décembre 2022                     | 17 décembre 2025 Date sujette à modification | 19 décembre 2029 Date sujette à modification | 17 décembre 2031 Date sujette à modification |
| Statut                  | Sorti                            | Sorti                            | En production                        | En production                                | En production                                | En production                                |

## Distribution
Sauf indication contraire, les informations mentionnées dans cette section peuvent être confirmées par les bases de données cinématographiques IMDb et Allociné,  présentes dans la section « Liens externes ».
|                          | Films                            | Films                                | Films            | Films            | Films            |
| Avatar (2009)            | Avatar : La Voie de l'eau (2022) | Avatar : De Feu et de Cendres (2025) | Avatar 4 (2029)  | Avatar 5 (2031)  |                  |
| ------------------------ | -------------------------------- | ------------------------------------ | ---------------- | ---------------- | ---------------- |
| Jake Sully               | Sam Worthington                  | Sam Worthington                      | Sam Worthington  | Sam Worthington  | Sam Worthington  |
| Neytiri                  | Zoe Saldana                      | Zoe Saldana                          | Zoe Saldana      | Zoe Saldana      | Zoe Saldana      |
| Dre Grace Augustine      | Sigourney Weaver                 | Sigourney Weaver                     |                  |                  |                  |
| Colonel Miles Quaritch   | Stephen Lang                     | Stephen Lang                         | Stephen Lang     |                  |                  |
| Parker Selfridge         | Giovanni Ribisi                  | Giovanni Ribisi                      | Giovanni Ribisi  |                  |                  |
| Norman Spellman          | Joel Moore                       | Joel Moore                           | Joel Moore       |                  |                  |
| Mo'at                    | CCH Pounder                      | CCH Pounder                          | CCH Pounder      |                  |                  |
| Caporal Lyne Wainfleet   | Matt Gerald                      | Matt Gerald                          | Matt Gerald      |                  |                  |
| Dr Max Patel             | Dileep Rao                       | Dileep Rao                           | Dileep Rao       |                  |                  |
| Trudy Chacon             | Michelle Rodríguez               |                                      |                  |                  |                  |
| Eytukan                  | Wes Studi                        |                                      |                  |                  |                  |
| Tsu’tey                  | Laz Alonso                       |                                      |                  |                  |                  |
| Kiri                     |                                  | Sigourney Weaver                     | Sigourney Weaver | Sigourney Weaver | Sigourney Weaver |
| Lo’ak                    |                                  | Britain Dalton                       | Britain Dalton   |                  |                  |
| Neteyam                  |                                  | Jamie Flatters                       |                  |                  |                  |
| Ronal                    |                                  | Kate Winslet                         | Kate Winslet     |                  |                  |
| Tonowari                 |                                  | Cliff Curtis                         | Cliff Curtis     |                  |                  |
| Miles « Spider » Socorro |                                  | Jack Champion                        | Jack Champion    | Jack Champion    |                  |
| Générale Frances Ardmore |                                  | Edie Falco                           | Edie Falco       |                  |                  |
| Dr Karina Mogue          |                                  |                                      | Michelle Yeoh    |                  |                  |
| Varang                   |                                  |                                      | Oona Chaplin     | Oona Chaplin     |                  |

## Développement
James Cameron imagine l'univers d’Avatar dans les années 1990. En 1994, il termine un script de quatre-vingt pages. La production du premier film doit commencer juste après Titanic en 1997. Cependant, Cameron se rend compte que les technologies de l'époque ne lui permettent pas de mener à bien le projet qu'il a en tête. Il décide donc d'attendre le temps que les technologies s'améliorent.
En 2005, 20th Century Fox accorde à James Cameron la somme de 10 millions $ pour qu'il réalise un clip présentant l'univers de son projet de l'époque : « Project 880 ». Il s'agit en fait d'une version retravaillée de l'univers d’Avatar qu'il avait imaginé dans les années 1990. L'année suivante, Cameron estime que les technologies ont suffisamment évolué pour lui permettre de réaliser son film. Il est alors prévu que « Project 880 » sorte en 2007. Le professeur Paul Frommer de l'université de Californie du Sud est engagé afin de créer la langue na'vi parlée par les indigènes de Pandora,. Le studio Weta Digital signe avec James Cameron pour réaliser les effets spéciaux de son film. Le réalisateur demande à Robert Legato de lui concevoir un système de caméra virtuelle, le « Director Centric System », qui lui permettrait de se projeter immédiatement dans son univers virtuel et de visualiser en temps réel les personnages en images de synthèse, reproduisant les données directement captées sur des acteurs en mouvements,. La capture de mouvement permettrait de dépeindre fidèlement la vision que Cameron a de Pandora et de ses habitants, en créant « de la vie là où il n'y en a pas ». Cameron souhaite utiliser cette technique pour que les créatures de synthèse soient les mieux « humanisées » et les plus réalistes possibles. Le producteur Jon Landau perçoit quant à lui la capture de mouvement comme « la prothèse du XXIe siècle ».
La sortie du film est alors repoussée à 2008. Cependant, la Fox annonce à James Cameron qu'ils ne financeront pas le film. Le réalisateur décide de partir à la recherche d'un autre studio. Il rencontre Dick Cook, le président des Walt Disney Studios, qui est intéressé par son projet. Cependant, la Fox décide d'utiliser son droit de préemption et accepte de cofinancer Avatar après qu'Ingenious Film Partners ait également accepté de cofinancer la moitié du film. Il est alors convenu que le budget officiel du premier film Avatar s'élève à 237 millions $.
Ayant imaginé un univers suffisamment développé pour une trilogie, James Cameron fait signer un contrat pour trois films aux acteurs. Le réalisateur engage Sam Worthington et Zoe Saldana, deux acteurs peu connus du grand public, pour incarner les personnages principaux. L'actrice Sigourney Weaver est également choisie pour incarner la Dr Grace Augustine, James Cameron avait déjà eu l'occasion de travailler avec elle dans Aliens, le retour. Parmi les antagonistes, on retrouve Giovanni Ribisi, connu pour son rôle dans Il faut sauver le soldat Ryan, et Stephen Lang.
Le nom du premier film devient Avatar. Le tournage commence en 2007 et a lieu à Los Angeles, ainsi qu'à Wellington en Nouvelle-Zélande. Afin de se mettre dans les conditions d'une forêt tropicale de Pandora, les acteurs sont envoyés à Hawaï. Finalement, 60 % du film contiendra des scènes en images de synthèse. Cameron tourne à la manière d'un film « à l'ancienne » en ajoutant une plus grande nervosité.
Lors du tournage, James Cameron reçoit la visite de Steven Spielberg et de George Lucas. Avant sa sortie, le public est sceptique, le film est même moqué : les Na'vi sont comparés à Jar Jar Binks et à des Schtroumpfs géants,. Mais le film est un succès critique et commercial, et devient le plus gros succès du box-office mondial, détrônant ainsi Titanic, également réalisé par James Cameron.
Le succès d’Avatar au box-office permet à James Cameron d'envisager le développement des suites. En août 2013, il est annoncé que trois suites étaient en préparation et qu'elles sortiraient respectivement en 2016, 2017 et 2018. En 2016, le réalisateur annonce que les dates de sortie des films sont repoussées et qu'une quatrième suite est également en préparation. Cependant, à la suite de retards de production et de la concurrence des nouveaux films Star Wars, la sortie d’Avatar : La Voie de l'eau est reportée au 14 décembre 2022, Avatar 3 est prévu pour le 17 décembre 2025 , Avatar 4 en 2029 et Avatar 5 en 2031.
Le 13 juin 2023, Disney annonce que la date de sortie des trois prochains volets d'Avatar a été décalée d'un an pour sortir Avatar 3 le 19 décembre 2025, Avatar 4 le 21 décembre 2029 et Avatar 5 le 19 décembre 2031,.

## Accueil

### Critique
Le premier film Avatar a connu un très bon accueil de la part de la critique. Il est nommé à neuf reprises à la cérémonie des Oscars de 2010 et en reçoit trois : meilleurs effets visuels, meilleure photographie et meilleure direction artistique. Le film devient le plus gros succès du box-office avec 2 787 965 087 $ récoltés pour un budget final de 237 millions $. Le film est souvent comparé au premier Star Wars, notamment pour l'utilisation d'une nouvelle génération d'effets spéciaux. Les sites internet américains Metacritic et Rotten Tomatoes lui donnent respectivement la note de 83/100 et 82 %, quand le site français Allociné lui donne la note de 4,3/5,,.
Malgré le succès du premier film, il semblerait en 2017 que le public ne soit pas intéressé par les suites à venir,,. Cela pourrait s'expliquer par le fait que la fin du premier film soit heureuse et parce qu'il s'agit d'un film fait pour être vu en 3D. Peu de personnes peuvent regarder des films en 3D chez eux, ce qui, selon The Guardian, aurait amené le public à « oublier » le film,. Ces prédictions sont finalement démenties par le succès du second film en 2022, qui réalise un score similaire au box-office au premier opus.

### Box-office
| Film                          | Année | Recettes au box-office | Recettes au box-office | Nombre d'entrées   | Budget        |
| Film                          | Année | Mondial                | États-Unis Canada      | France             | Budget        |
| ----------------------------- | ----- | ---------------------- | ---------------------- | ------------------ | ------------- |
| Avatar                        | 2009  | 2 923 706 026 $        | 785 221 649 $          | 15 340 969 entrées | 237 000 000 $ |
| Avatar : La Voie de l'eau     | 2022  | 2 320 250 281 $        | 684 075 767 $          | 14 000 537 entrées | NC            |
| Avatar : De Feu et de Cendres | 2025  | —                      | —                      | —                  | —             |
| Avatar 4                      | 2029  | —                      | —                      | —                  | —             |
| Avatar 5                      | 2031  | —                      | —                      | —                  | —             |
| Total                         | Total | 5 241 136 156 $        | 1 468 886 422 $        | 29 327 269 entrées | 237 000 000 $ |

### Distinctions
Dans ces tableaux, sont uniquement répertoriées les récompenses obtenues par chaque film.
|                                                       | Films                                                                  | Films                                                                                   | Films           | Films           | Films |
| Avatar (2009)                                         | Avatar : La Voie de l'eau (2022)                                       | Avatar : De Feu et de Cendres (2025)                                                    | Avatar 4 (2029) | Avatar 5 (2031) |       |
| ----------------------------------------------------- | ---------------------------------------------------------------------- | --------------------------------------------------------------------------------------- | --------------- | --------------- | ----- |
| AACTA International Awards                            |                                                                        | Meilleur film (en)                                                                      |                 |                 |       |
| AFI Awards                                            |                                                                        | 10 meilleurs films de l'année                                                           |                 |                 |       |
| Annie Awards                                          |                                                                        | Meilleure animation des personnages dans un long-métrage en prises de vues réelles (en) |                 |                 |       |
| Annie Awards                                          | Meilleurs effets spéciaux et d'animation dans un long-métrage (en)     |                                                                                         |                 |                 |       |
| Black Reel Awards                                     |                                                                        | Meilleure jeu d'acteur de voix (en) (Zoe Saldaña)                                       |                 |                 |       |
| BAFTA                                                 | Meilleur décor                                                         |                                                                                         |                 |                 |       |
| BAFTA                                                 | Meilleurs effets visuels                                               |                                                                                         |                 |                 |       |
| Critics' Choice Movie Awards                          | Meilleure photographie                                                 |                                                                                         |                 |                 |       |
| Critics' Choice Movie Awards                          | Meilleure direction artistique                                         |                                                                                         |                 |                 |       |
| Critics' Choice Movie Awards                          | Meilleurs effets visuels                                               |                                                                                         |                 |                 |       |
| Critics' Choice Movie Awards                          | Meilleur film d'action                                                 |                                                                                         |                 |                 |       |
| Critics' Choice Movie Awards                          | Meilleur montage                                                       |                                                                                         |                 |                 |       |
| Critics' Choice Movie Awards                          | Meilleur son                                                           |                                                                                         |                 |                 |       |
| DFWFCA Awards                                         |                                                                        | Meilleure photographie (en)                                                             |                 |                 |       |
| FFCC Awards                                           |                                                                        | Meilleurs effets visuels                                                                |                 |                 |       |
| Golden Globes                                         | Meilleur film dramatique                                               |                                                                                         |                 |                 |       |
| Golden Globes                                         | Meilleur réalisateur                                                   |                                                                                         |                 |                 |       |
| Oscars                                                | Meilleurs décors                                                       |                                                                                         |                 |                 |       |
| Oscars                                                | Meilleure photographie                                                 |                                                                                         |                 |                 |       |
| Oscars                                                | Meilleurs effets visuels                                               |                                                                                         |                 |                 |       |
| HCA Creative Arts Awards                              |                                                                        | Meilleurs effets visuels                                                                |                 |                 |       |
| HMMA (en)                                             |                                                                        | Meilleure musique dans un film de science-fiction/fantasy (en)                          |                 |                 |       |
| HFCS Awards                                           |                                                                        | Meilleurs effets visuels                                                                |                 |                 |       |
| IFMCA Awards                                          |                                                                        | Meilleure composition de musique de film de l'année (en)                                |                 |                 |       |
| IFMCA Awards                                          | Meilleure musique dans un film d'horreur/fantasy/science-fiction (en)  |                                                                                         |                 |                 |       |
| LAFCA Awards                                          |                                                                        | Meilleure direction artistique (en)                                                     |                 |                 |       |
| Lumiere Awards (en)                                   | Meilleure 3D stéréoscopique pour une œuvre en prise de vues réelles    |                                                                                         |                 |                 |       |
| Lumiere Awards (en)                                   | Meilleurs effets visuels en 3D                                         |                                                                                         |                 |                 |       |
| Lumiere Awards (en)                                   | Meilleur film en prise de vues réelles                                 |                                                                                         |                 |                 |       |
| Lumiere Awards (en)                                   | Meilleur marketing pour une œuvre en prise de vues réelles en 3D       |                                                                                         |                 |                 |       |
| Lumiere Awards (en)                                   | Meilleur personnage en 3D                                              |                                                                                         |                 |                 |       |
| Lumiere Awards (en)                                   | Meilleure scène en 3D                                                  |                                                                                         |                 |                 |       |
| Lumiere Awards (en)                                   | Voices For The Earth Award                                             |                                                                                         |                 |                 |       |
| NBR Awards                                            |                                                                        | Top 10 films                                                                            |                 |                 |       |
| NYFCO Awards                                          |                                                                        | Top des meilleurs films de l'année                                                      |                 |                 |       |
| OFCS Awards                                           |                                                                        | Design des effets 3D                                                                    |                 |                 |       |
| OFCS Awards                                           | Meilleurs effets spéciaux                                              |                                                                                         |                 |                 |       |
| The ReFrame Stamp for Gender-Balanced Production (en) |                                                                        | Récipiendaires des 100 meilleurs films narratifs de 2022                                |                 |                 |       |
| SDFCS Awards                                          |                                                                        | Meilleurs effets spéciaux                                                               |                 |                 |       |
| Satellite Awards                                      |                                                                        | Meilleurs effets visuels                                                                |                 |                 |       |
| Satellite Awards                                      | Meilleure réalisation                                                  |                                                                                         |                 |                 |       |
| Saturn Awards                                         | Meilleur film de science-fiction                                       |                                                                                         |                 |                 |       |
| Saturn Awards                                         | Meilleurs effets spéciaux                                              |                                                                                         |                 |                 |       |
| Saturn Awards                                         | Meilleur acteur (Sam Worthington)                                      |                                                                                         |                 |                 |       |
| Saturn Awards                                         | Meilleure actrice (Zoe Saldana)                                        |                                                                                         |                 |                 |       |
| Saturn Awards                                         | Meilleure actrice dans un second rôle (Sigourney Weaver)               |                                                                                         |                 |                 |       |
| Saturn Awards                                         | Meilleur acteur dans un second rôle (Stephen Lang)                     |                                                                                         |                 |                 |       |
| Saturn Awards                                         | Meilleure réalisation                                                  |                                                                                         |                 |                 |       |
| Saturn Awards                                         | Meilleur scénario                                                      |                                                                                         |                 |                 |       |
| Saturn Awards                                         | Meilleure musique                                                      |                                                                                         |                 |                 |       |
| SFCS Awards                                           |                                                                        | Meilleurs effets visuels                                                                |                 |                 |       |
| SLFCA Awards                                          |                                                                        | Meilleurs effets visuels                                                                |                 |                 |       |
| VES Awards                                            |                                                                        | Meilleurs animation de personnage dans un film (en)                                     |                 |                 |       |
| VES Awards                                            | Meilleure création de décor/environnement pour un film (en)            |                                                                                         |                 |                 |       |
| VES Awards                                            | Meilleur compositing dans un film en prise de vues réelles (en)        |                                                                                         |                 |                 |       |
| VES Awards                                            | Meilleurs effets de simulation dans un film (en)                       |                                                                                         |                 |                 |       |
| VES Awards                                            | Meilleur effets pratique dans un projet live ou animé (en)             |                                                                                         |                 |                 |       |
| VES Awards                                            | Meilleurs effets visuels dans un film (en)                             |                                                                                         |                 |                 |       |
| VES Awards                                            | Meilleure modèle pour un projet en prise de vues réelles ou animé (en) |                                                                                         |                 |                 |       |
| VES Awards                                            | Meilleure nouvelle technologie                                         |                                                                                         |                 |                 |       |
| VES Awards                                            | Meilleure photographie dans un projet par ordinateur (en)              |                                                                                         |                 |                 |       |
| WAFCA Awards                                          |                                                                        | Meilleur jeu d'acteur pour capture de mouvement (Zoe Saldaña)                           |                 |                 |       |